# Il divorzio persiano
Il divorzio Persiano è un'opera in due atti di Pietro Generali, su libretto di Felice Romani. La prima rappresentazione ebbe luogo al Teatro Grande (oggi Teatro Verdi) di Trieste nel carnevale del 1828.

## Trama
La trama prende spunto dall'usanza persiana di poter riprendere presso di sé una moglie ripudiata solo se questa veniva sposata da un altro uomo, tenuta in casa propria una notte intera, e poi ripudiata. Dunque nacque la figura dello 'sposatore', che per soldi sposava una fanciulla ripudiata per poi ripudiarla a loro volta, permettendo così a un marito geloso di riprenderla quale sposa. Il marito dell'opera è il ricco e avaro mercante Gluglu, che ha cacciato da sé Zulima. Da qui sorgerà un gustoso intreccio che vedrà Gluglu cercare di tornare in possesso della donna, dopo aver saputo che essa ha ereditato numerosi tesori, nonché Nadir, un povero cantastorie, andare alla ricerca della sua sposa perduta, che poi si scoprirà essere proprio Zulima. Alla fine, anche grazie a un ingegnoso califfo in incognito che, fingendoso un Cadì, ovvero un giudice, prima spaccia il buon Nadir appunto per uno 'sposatore', poi per un ricco partito per la ragazza, i due amanti si ricongiungeranno, a dispetto del vecchio Gluglu.

## Struttura musicale
- Sinfonia

### Atto I
- N. 1 - Introduzione Chi del mondo insieme uniti (Coro, Fatima, Ircana, Incognito)
- N. 2 - Cavatina La fortuna, sovrana del mondo (Nadir, Coro)
- N. 3 - Coro e Duetto Spargete il sentiere - Dove sono?... Chi rivedo? (Coro, Fatima, Ircana, Zulima, Gluglu)
- N. 4 - Terzetto E' un marito d'apparenza (Incognito, Gluglu, Nadir)
- N. 5 - Inno nuziale Lode eterna al profeta che uniti (Coro)
- N. 6 - Finale I Perché cotanto a sorgere (Nadir, Zulima, Coro, Gluglu, Fatima, Ircana, Incognito, Caled)

### Atto II
- N. 7 - Introduzione seconda Buon affè, che questo Ullà (Coro, Ircana, Fatima)
- N. 8 - Duetto Ma va là, ti resta poco (Gluglu, Nadir)
- N. 9 - Duetto Imprudente! qual cieco consiglio (Incognito, Zulima)
- N. 10 - Quartetto Io prigione! (Incognito, Gluglu, Zulima, Nadir, Coro)
- N. 11 - Coro Si canti, si celebri (Coro, Fatima, Ircana)
- N. 12 - Aria Finale Deh! ti arrendi al pianto mio (Zulima, Nadir, Gluglu, Fatima, Ircana, Caled, Coro, Incognito)

1. ↑   Domenico Rossetti, Archeografo triestino, Società di Minerva., 1829. URL consultato il 13 febbraio 2020.
2. ↑   Il divorzio persiano, o sia, Il gran bazzarro di Bassora : melo-dramma in due atti : da rappresentarsi nel teatro Grande di Trieste il carnovale MDCCCXXVIII, su Library of Congress, Washington, D.C. 20540 USA. URL consultato il 13 febbraio 2020.